# Aat de Roos
Agathon de Roos, detto Aat (Bloemendaal, 15 aprile 1919 – Perth, 17 marzo 1992), è stato un hockeista su prato olandese, vincitore della medaglia di bronzo olimpica a Berlino 1936 in cui è sceso in campo per quattro volte come attaccante.

## Palmarès

### Giochi olimpici
- 1 medaglia:
  - 1 bronzo (Berlino 1936)